# 야고보의 편지
야고보의 편지(공동번역 개정판, 영어: Epistle of James), 야고보서(개역한글판, 개역개정판, 표준새번역), 야고보의 서간(천주교주교회의에서 펴낸 성경)은 알패오의 아들 야고보(혹은 예수의 형제 야고보)가 디아스포라(해외거주 유대인)에게 쓴 편지이다.

## 저자
이 편지의 구조, 형식, 연대, 저자에 대해선 아직 적절한 합의가 이루어지지 않았다. 현재 학계에서 받아들여지는 이론을 총 네 가지로 정리하자면 다음과 같다.
1. 야고보에 의해 바울로 서신 이전에 쓰였다.
2. 야고보에 의해 바울로 서신 이후에 쓰였다.
3. 가명으로 쓰여져 야고보가 실제로 서술한 편지가 아니다.
4. 야고보의 편지를 기반으로 다른 사람이 저술한 것이다.[4]

### 가명 가설

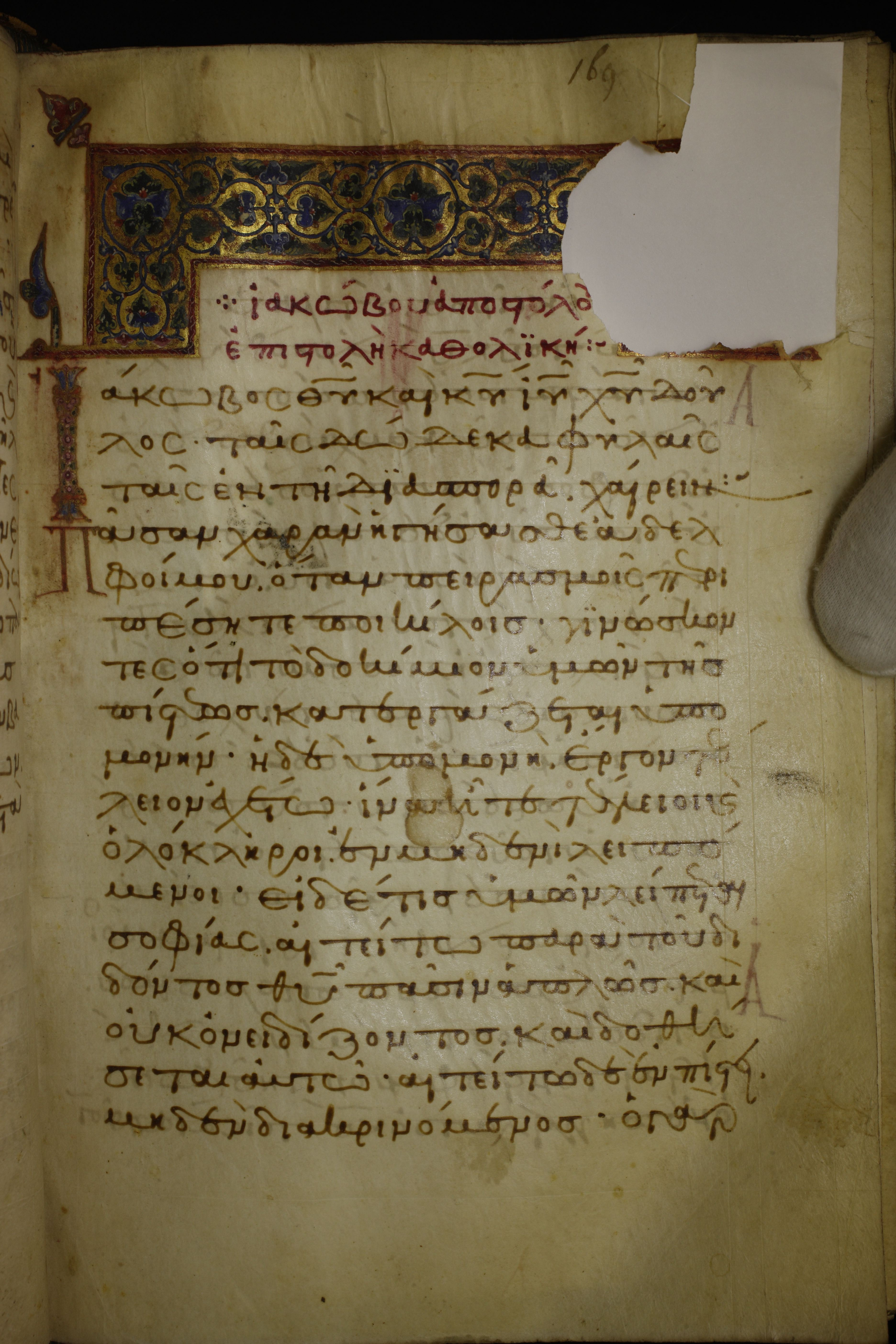
야고보의 편지의 첫 번째 장을 담고 있는 319번 소문자사본.

이 편지 자체를 가명 하에 쓰인 위경으로 간주하는 시각이 존재하는데, 그 근거는 다음과 같다.
- 저자가 자신을 단지 "하느님과 주 예수 그리스도의 종"으로 소개하고 예수와의 혈연관계를 언급하지 않는다.
- 교양있는 헬라어와 논쟁투로 쓰여져 예루살렘 유대인의 관점으로 쓰여졌다고 볼 수 없다. 이에 따라 일부 학자들은 야고보가 쓴 원 편지를 다른 사람이 정리하며 저술한 것으로 보기도 한다.[6]
- 처음부터 신약 정경으로 받아들여진 것이 아니라 점진적으로 받아들여졌다.
- 본 편지와 베드로의 첫째 편지, 클레멘스의 첫째 편지, 헤르마스의 목자에 존재하는 병행구절들이 1세기 후기와 2세기 전반부에 기독교인들이 처한 사회 경제적 상황을 반영한다고 보는 시각이 있다. 이 병행구는 시기에 쓰여진 헬라어권 기독교도들의 저술에서 흔히 찾아볼 수 있는 내용을 담고 있으며, 이에 따라 어떤 학자들은 본문이 시리아의 기독교도 공동체에서 쓰여졌다고 주장하기도 한다.[6]

## 기록 연대
85년에서 90년사이에 쓰여진 것으로 추정되고 있으며, 저자는 믿음을 강조하는 파울로스 신학이 신앙과 도덕의 실천을 소홀히 하게 할 수 있다고 판단하여, 믿음의 실천을 강조하고 있다. 그리고 야고보서 4장 14절의 인간의 삶을 정의한 서신 중 하나이다.
성서학자 중에는 야고보서 1장 27절을 근거로 교회가 그리스도의 가르침과 반대로 강자중심의 공동체로 변질된 문제를 개혁하기 위해 야고보가 야고보의 편지를 썼을 것으로 보는 학자도 있다.

## 내용

### 전체 내용
- 1장 : 인사, 믿음과 시련과 지혜, 가난한 이와 부자, 시련과 유혹, 말씀을 듣고 실천하는 일, 운명론적 신앙의 거절, 창조주의 신성
- 2장 : 차별 대우, 믿음과 실천, 잘못된 믿음의 경고(야고보서 2장 19절)
- 3장 : 말조심, 하늘에서 오는 지혜, 진리에 대한 정의
- 4장 : 세상의 친구는 하느님의 적, 형제를 심판하지 마라, 자만하지 마라, 마귀에 대한 대처, 인간의 삶에 대한 정의
- 5장 : 부자들에 대한 경고, 인내와 기도

### 주요 내용
- 1장:디아스포라들에 대한 문안인사(1~4절), 지혜, 기도, 두 마음(5~8절), 두 마음과 부(9~11절), 세상종말에 대한 언급, 욕심의 위험성에 대한 경고(14-15절), 하느님 말씀의 권위와 실천신앙의 유익함(21절에서 25절)
- 2장:가난한 교우들이 교회에서 멸시받는 문제에 대한 경고(1절-10절), 실천이 없는 믿음의 허구성과 잘못된 믿음에 대한 경고(14절-26절)
- 3장:말을 주의해서 해야 함[11](1절-12절), 시기와 파당심은 세속적이고 육욕적이고 악마적인 것이므로 멀리해야 함(14절-16절), 정의와 평화의 실천(18절)
- 4장:욕심과 세속적인 신앙에 대한 경고와 마귀에 대한 대처(1절-8절),다른 교우를 판단하는 교만함에 대한 경고(10절-12절) 인간에 대한 삶(14~15절), 주의 뜻을 물으며 인생계획세우기(13절-17절)
- 5장:교회에서 가난한 교우들이 차별받는 문제와 지주들이 일당제 노동자를 착취하는 문제에 대한 경고(1절-6절), 인내의 중요성(10절-11절), 고난받는 교우들과 환자 교우들에 대한 격려(13-15절), 의인이 드리는 기도의 능력(16절-20절)

## 종교 개혁기
마르틴 루터는 자신의 신학적 의견에 배치되는 야고보 서간을 "지푸라기"에 비유하며 비난하였다.